# Roger Palà i Balanyà
Roger Palà i Balanyà (Barcelona, 1978) és un periodista català. Des del 2014 és el coordinador i soci fundador del mitjà digital Crític, especialitzat en periodisme d'investigació i anàlisi crítica de la realitat social i política de Catalunya.
Llicenciat a la Universitat Autònoma de Barcelona (UAB), des del febrer de 2005 va ser cap de redacció de la revista Enderrock. És un dels impulsors de l'observatori crític dels mitjans Mèdia.cat, una iniciativa del Grup de Periodistes Ramon Barnils, i és un dels coordinadors de l'Anuari Mèdia.cat dels silencis mediàtics. Bloguer des del novembre de 2006, ha treballat a la revista El Triangle i ha col·laborat amb els setmanaris La Directa i El Temps i el diari El Punt Avui. Va començar a exercir de periodista als mitjans de comunicació del barri de Gràcia: va ser un dels impulsors de la revista Transversal i ha col·laborat a Gràcia TV.
Amb l'arquitecta Anna Tantull ha guanyat el Premi Jacint Dunyó de 2010 de periodisme sobre món cooperatiu, que atorga anualment la Fundació Roca i Galès, amb el reportatge Habitar cooperant. Va guanyar amb Marc Roma la tercera edició del premi de periodisme d'investigació Ramon Barnils 2003, que atorga la revista El Temps, per Presons adolescents, un reportatge sobre el procés de decadència educativa que viuen els centres d'internament de menors a Catalunya. La investigació dels dos periodistes s'inicia arran del suïcidi d'un menor marroquí sense papers el febrer de 2003 al centre educatiu Els Til·lers de Mollet del Vallès, que depèn de la Generalitat de Catalunya.